# Slaget vid Gaugamela
Slaget vid Gaugamela (grekiska: Γαυγάμηλα), även känt som slaget vid Arbela (grekiska: Ἄρβηλα), var det mest avgörande slaget under Alexander den stores invasion av det persiska akemenidiska imperiet. År 331 f.Kr. mötte Alexanders armé Dareios III persiska armé nära Gaugamela, nära den moderna staden Dohuk. Trots sin numerära underlägsenhet gick Alexander ur slaget segerrik på grund av sin armés överlägsna taktik och hans skickliga användning av det lätta infanteriet.

## Förspel
Sedan perserkungen Dareios III besegrats i Slaget vid Issos år 333 f.Kr. erbjöd han Alexander en högst (för Alexander) förmånlig fred: Alexander skulle få en tredjedel av det enorma perserriket (vilket i princip redan var erövrat av Alexander), gifta sig med Dareios dotter och få ofantliga 30 000 talenter i utbyte emot perserkungens familj, som tillfångatagits vid Issos. Alexander gick inte med på det, och efter fälttåget i Egypten vände han sig upp mot norr för att möta Dareios igen.

## Slaget

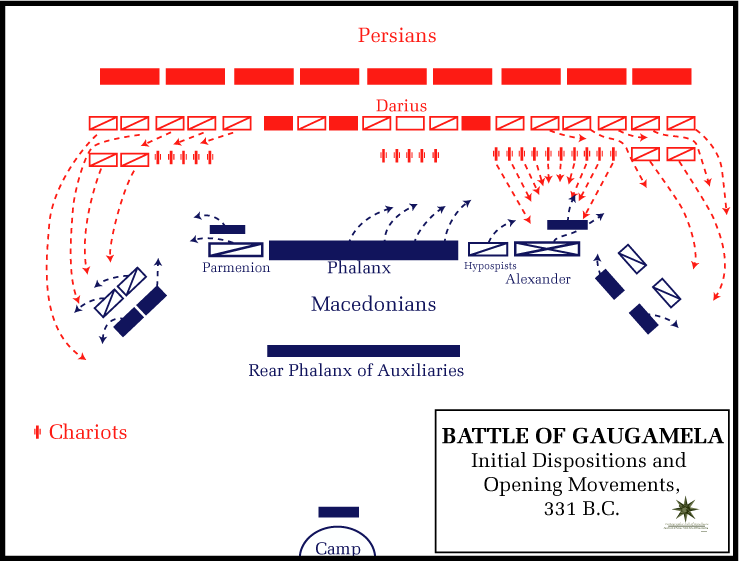
Slaget vid Gaugamela, inledningsvis.

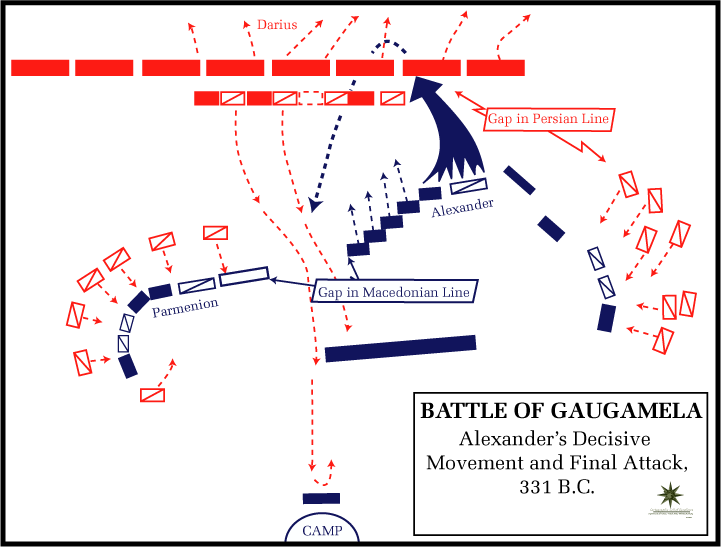
Slaget vid Gaugamela, andra skedet.

Den här gången talade det mesta för perserkungen. Inte nog med att hans nya här var minst fem gånger storleken av Alexanders i både infanteri och rytteri (cirka 40 000 makedonier mot 220 000 perser), han hade dessutom valt ut platsen särskilt noga för att få yta för sin armé under det kommande slaget och till och med låtit jämna till marken för att stridsvagnarna skulle kunna köra obehindrat. Men precis som vid Issos gick det inte som han tänkte sig. Återigen hade de makedonska falangerna underskattats; deras täta formationer gjorde att de enkelt kunde hugga ner de utspridda perserna, hur många de än var. Dessutom understöddes anfallet mot persernas linjer av Sarrissa och agreanska spjutkastare. 
Alexanders taktik var att med sin till antalet underlägsna armé lägga in tyngdpunkten av anfallet på persernas vänsterflygel. Bakom sin egen korta front hade han dessutom placerat ytterligare trupper, för att dessa skulle kunna ansluta till den främsta linjen om flankerna blev anfallna, vilket de naturligtvis skulle bli. Dareios blev orolig när makedonierna drog sig ut mot hans vänsterflygel, för de drog sig bort från den mark perserna gjort i ordning för stridsvagnarna. Således beordrade han Bessos att anfalla makedoniernas högerflank för att hejda förflyttningen. Makedoniernas andra linje gick upp till den första för att stoppa Bessos, och när Dareios otåligt nog också skickade fram sina 200 stridsvagnar på opreparerad mark blev anfallet inte framgångsrikt, delvis på grund av att makedonierna delade på sig och släppte igenom vagnarna som också var utrustade med liar på hjulen som var tänkta att skära in i makedoniernas kroppar.
När den persiska vänsterflygeln under Bessos ryttare och stridsvagnarna på detta vis lämnat sin position, uppstod som Alexander avsett en lucka i vilken han och hans kamratkrigare kunde fara in likt en projektil. Trots att deras mängd inte var skräckinjagande utgjorde deras beslutsamhet, mod och plötsliga uppdykande mitt i den persiska slaglinjens hjärta en chock som storkonungen och perserna inte hämtade sig från. Dareios tog samma beslut som vid Issos, och lämnade slagfältet i något som liknar panik. Hans vagn som han övergett tog Alexander sedan som trofé, precis som vid Issos. Samtidigt hade den makedoniska vänsterflygeln stora problem då de blev omringade av perserna under Mazaios. Den makedoniske fältherren Parmenion lyckades dock hålla stånd tills perserna insåg att deras kung och hela vänstra flygel var borta och i upplösning. Några enheter persiska ryttare hade också tagit sig fram till den makedoniska trossen och börjat döda obeväpnade makedonier. Alexander mottog besked om Parmenions kritiska läge mitt under förföljandet av Dareios och den persiska vänsterflygeln, han vände genast om och kom till Parmenions undsättning. Därmed kom Dareios undan. Slagen Gaugamela och Issos påminner en hel del om varandra i det att Alexander lägger tyngdpunkten på sin högra flygel och där driver iväg perserna samtidigt som perserna har initiala framgångar på sin högerflygel, men vid båda tillfällena flyr Dareios och den persiska högerflygeln blir följaktligen båda gångerna övergiven och slagen. Den persiska armén var pulvriserad och skulle inte kunna resa sig igen. Alexander intog samma år huvudstäderna Susa och Persepolis, medan Dareios fick fly. Han mördades året därpå av Bessos och några andra officerare.